# Alonsotegi
Alonsotegi – gmina w Hiszpanii, w prowincji Biskaja, w Kraju Basków, o powierzchni 16,02 km². W 2011 roku gmina liczyła 2845 mieszkańców.